# Grattage

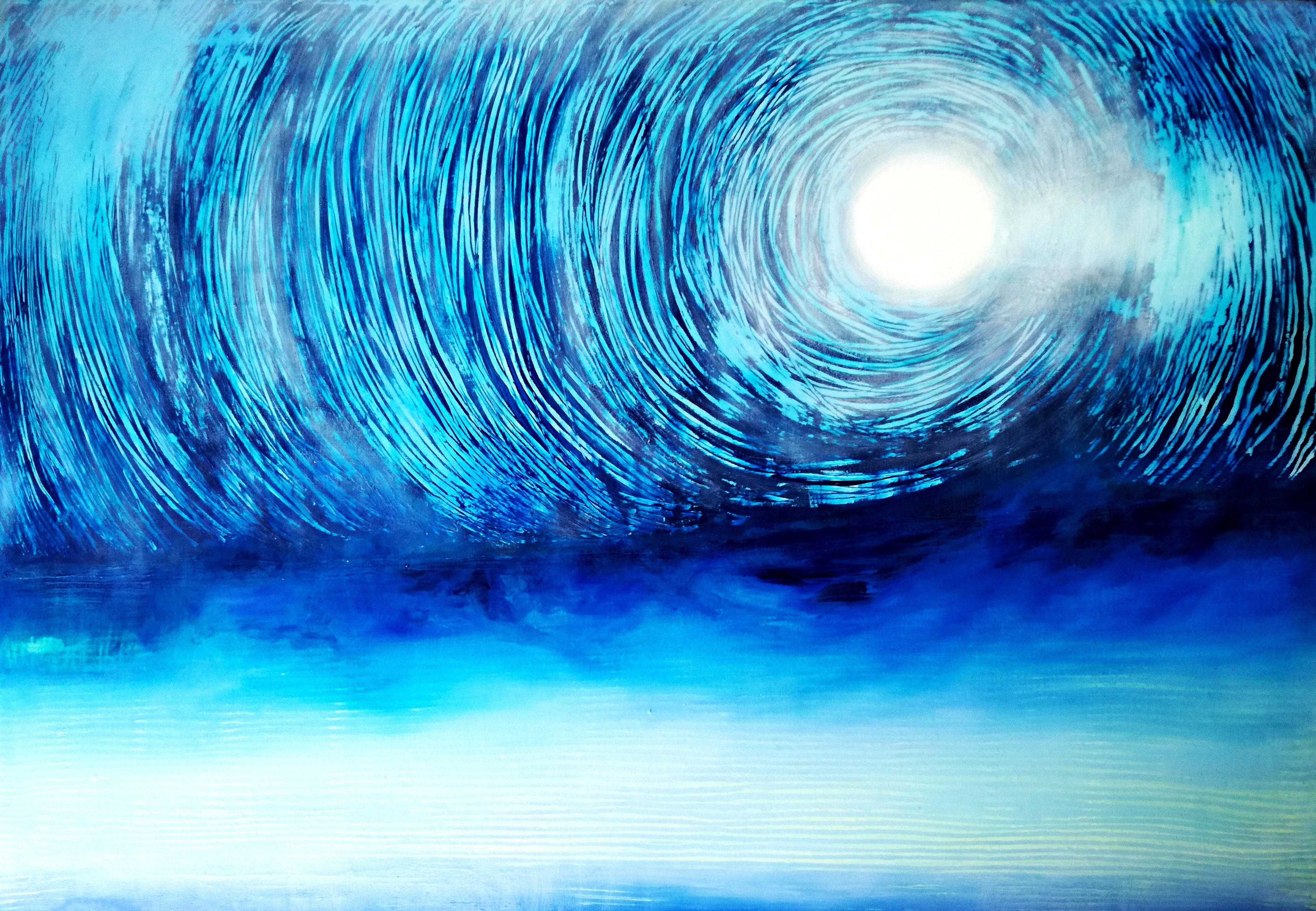
Grattage

Grattage (veu francesa equivalent a rascar) és una tècnica de la pintura surrealista en què la pintura, en general una vegada seca, es desprèn de la tela mitjançant esquinçades, creant un efecte de relleu. Aquest efecte de relleu produït per la variació del gruix de la pintura produeix simultàniament efectes de color, llum i ombres. S'atribueix l'invent a Max Ernst, encara que també fou usada per Joan Miró i més tard pels pintors de l'informalisme, especialment per Antoni Tàpies. Per a realitzar-la, es fan servir eines com ara punxons o paper de vidre. Es diu que Max Ernst va desenvolupar el frottage i posteriorment el grattage. Ambdues van ser intents del pintor d'avantguarda d'equiparar pictòricament l'escriptura automàtica dels surrealistes. Més endavant, altres artistes evolucionarien aquest concepte amb tècniques com el dripping, molt característic de Jackson Pollock.